# Połoczany (stacja kolejowa)
Połoczany (biał. Палачаны, ros. Полочаны) – stacja kolejowa w miejscowości Połoczany, w rejonie mołodeckim, w obwodzie mińskim, na Białorusi.
Stacja istniała przed II wojną światową.
Przy stacji w okresie międzywojennym istniała osada kolejowa. W 1931 roku zamieszkiwało ją 14 osób.